# Pavón (Buenos Aires)
Pavón es una localidad argentina ubicada en el partido de Exaltación de la Cruz, en la provincia de Buenos Aires.

## Población
Junto a las localidades de El Remanso y Parada Robles suman 8,008 habitantes (Indec, 2010), y representando un incremento del 68% frente a los 4,761 habitantes (Indec, 2001) del censo anterior.
También se le suele incluir la localidad de Country Club El Jagüel del partido de Pilar.
La localidad en sí, contaba con 1,874 habitantes (Indec, 2001) en el censo anterior.